# Gau

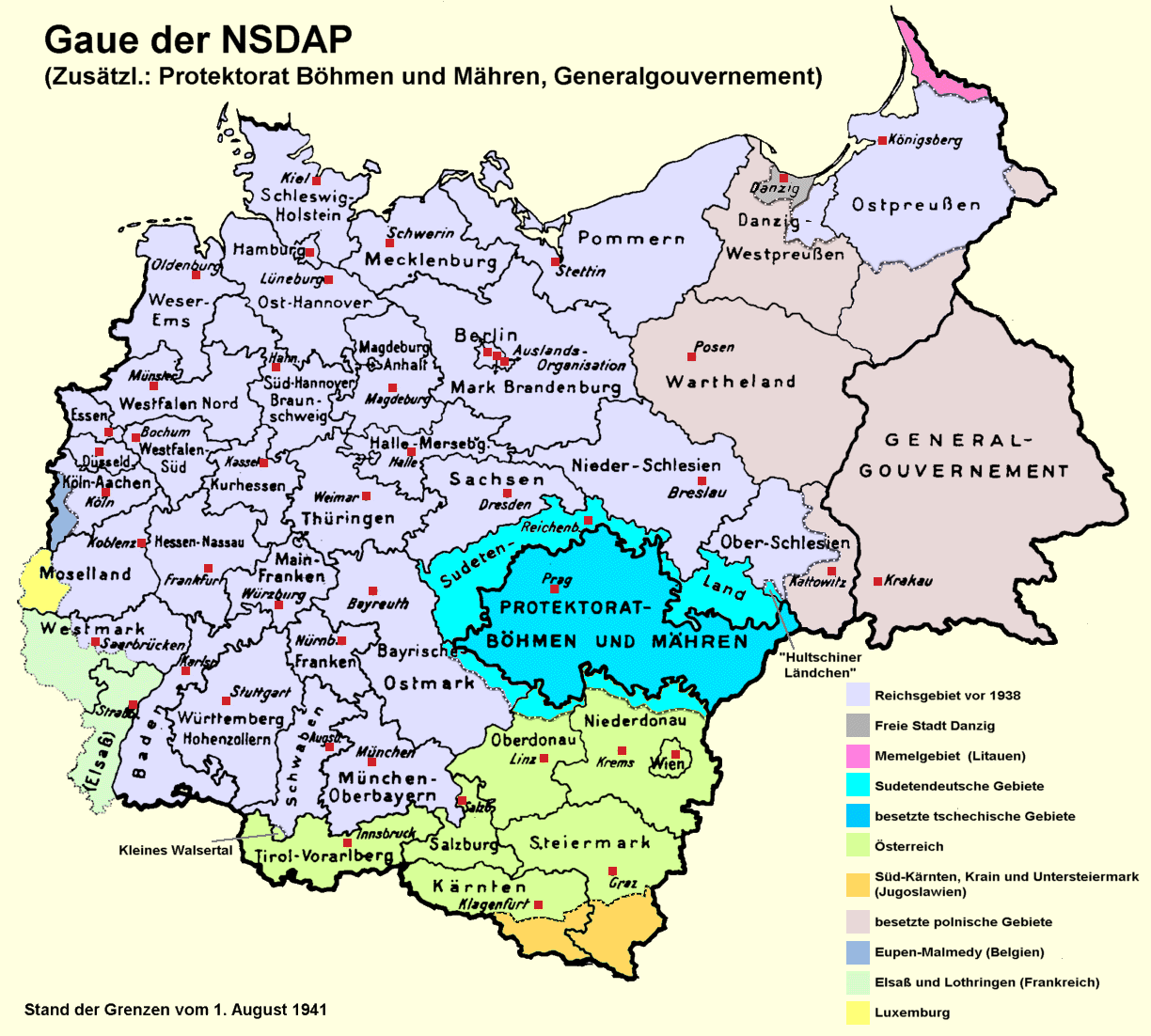
Podział III Rzeszy na Gaue w 1941 r.

Gau (goc. gawi, hol. Gouw) – w średniowiecznych Niemczech jednostka administracyjno-sądownicza.
Terminem „Gau” określano również terytorium zasiedlone przez grupy germańskich plemion na wzór słowiańskiego opola (jednostkę osadniczą).
W okresie III Rzeszy jednostka administracji NSDAP, później także państwowa. Na jej czele stał gauleiter. Na terenach anektowanych (z reguły niewchodzących w skład Niemiec przed 1938 r.), np. Kraj Sudetów, Kraj Warty czy Gdańsk-Prusy Zachodnie nosiła nazwę Reichsgau.